# Lavinový vyhledávač

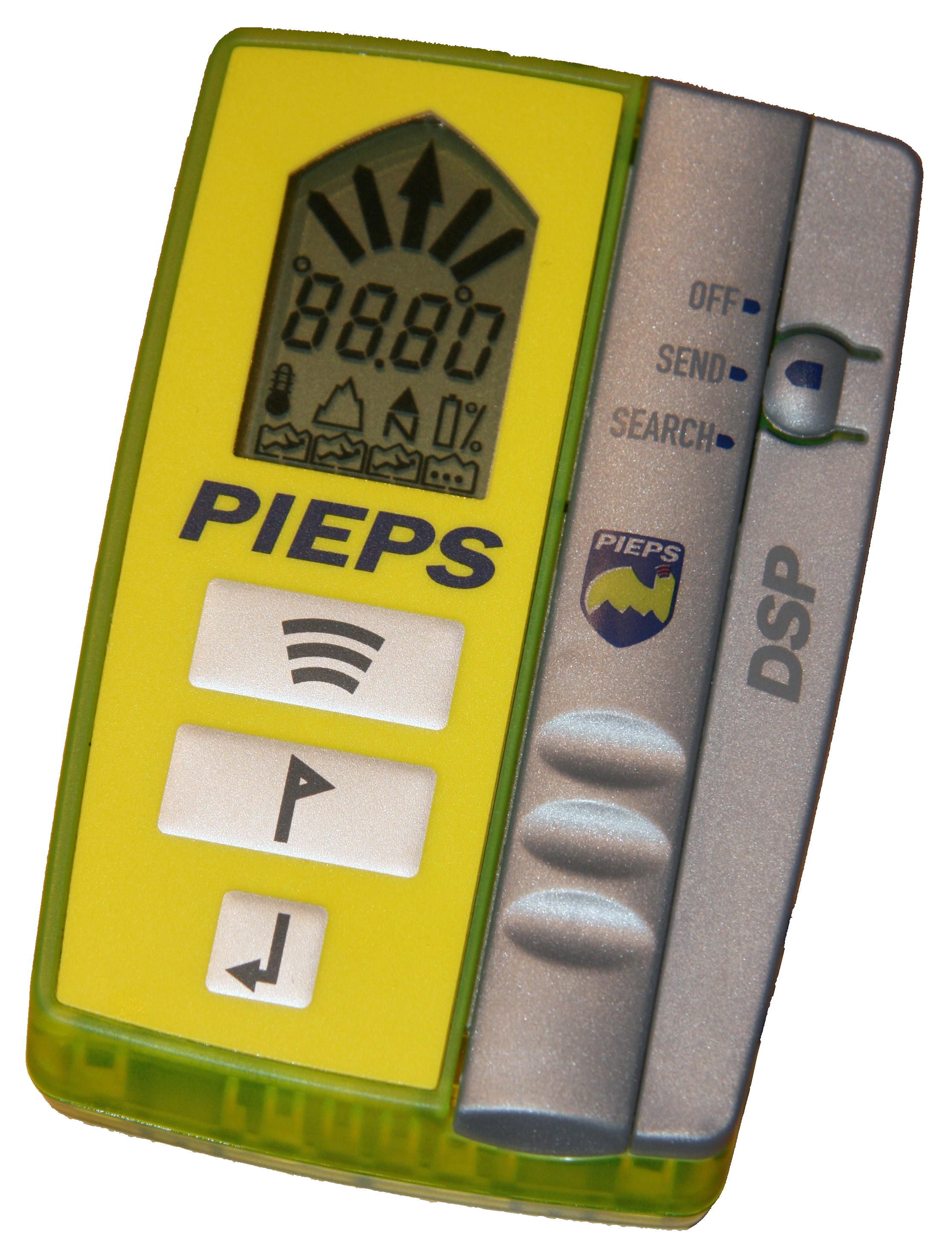
Lavinový vyhledávač značky Pieps

Lavinový vyhledávač je zařízení vyvinuté k nalezení člověka zasypaného lavinou. Pracuje na principu radiového přijímače a vysílače operujícího na celosvětově sjednocené frekvenci 457 kHz. Lavinový vyhledávač je často využíván při aktivitách zahrnující pohyb v lavinovém terénu, jako je skialpinismus, freeride, zimní turistika a podobně. Ve chvíli, kdy se uživatel chystá vstoupit do lavinového terénu, zařízení aktivuje, a to pak vysílá nízkoenergetické pulzy na dané frekvenci  (z bezpečnostních důvodů se vysílač aktivuje vždy již na začátku túry, která bude potenciálně lavinovým termínem procházet, vedoucí skupiny by měl zkontrolovat, že všechny vysílače fungují). V případě pádu laviny a zasypání jiného uživatele, a za předpokladu, že se sám nachází v bezpečí, pak zařízení přepne do módu vyhledávání, což znamená, že zařízení přestane vysílat a začne přijímat. Lavinový vyhledávač pak směruje uživatele do míst, odkud přichází signál jiného zařízení, a umožní tak zasypaného lokalizovat. Lavinový vyhledávač je aktivní zařízení, které pro své fungování potřebuje baterie. Ke stejnému účelu nalezení zasypaného pod lavinou, ale na odlišném principu, funguje i pasivní systém RECCO, jehož odrazky mohou být zašívány do lyžařského oblečení.

## Historie
Před vynalezením lavinových vyhledávačů se k urychlení nalezení zasypaného užívalo lavinových šňůr. To byly 20 až 30 metrů dlouhé, červeně zbarvené šňůry, které tahali lyžaři při lyžování ve volném terénu za sebou. Při jejich zasypání pak byla šance, že část šňůry zůstane na povrchu sněhu, a pomocí ní pak hledající rychleji najde zasypaného. Nicméně tento systém nebyl příliš praktický a stávalo se, že lavina zasypala lyžaře včetně šňůry v celé její délce. A tak i v době před lavinovými vyhledávači část lyžařů ve volném terénu lavinové šňůry nevyužívala.
V roce 1968 vynalezl na Cornellově letecké laboratoři John Lawton první funkční lavinový vyhledávač. Ten se dostal do komerčního prodeje v roce 1971 pod názvem Skadi. Tento vyhledávač fungoval na frekvenci 2,275 kHz, která je slyšitelná pro lidský sluch. Díky tomu odpadla nutnost převodu neslyšitelného signálu na slyšitelný a vyhledávač tak nemusel být natolik komplexní – pouze signál zachycoval a převáděl zvuk do malého sluchátka. Signál – a tedy i produkovaný tón – byl tím silnější, čím blíže byl druhému, hledanému přístroji. Tímto způsobem bylo možno lokalizovat zasypaného.
V roce 1986 stanovila Mezinárodní komise pro horskou záchranu (ICAR) za standard pro lavinové vyhledávače frekvenci 457 kHz, tedy odlišnou od frekvence původních přístrojů. Vyšší frekvence měla výhodu většího dosahu, nicméně ve vyhledávači nyní bylo nutné zajistit převod signálu na tón, který bude pro lidské ucho slyšitelný. V roce 1996 přijala tuto frekvenci za standard i Americká společnost pro testování a materiály (ASTM), čímž se efektivně stala standardem celosvětovým. Technické standardy pro lavinové přístroje byly definovány následovně:
- Frekvence 457 kHz ± 80 Hz
- Výdrž 200 hodin v módu vysílání při teplotě 10 °C v ochranném pouzdru
- Výdrž 1 hodiny nepřetržitého provozu v módu vyhledávání při teplotě −10 °C bez ochranného pouzdra
- funkčnost od −20 do +45 °C
- doba mezi pulsy při vysílání 1000 ± 300 ms

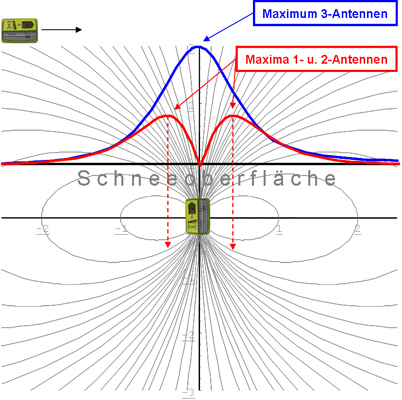
Porovnání síly signálu v blízkosti vyhledávače mezi vyhledávači s různým počtem antén

Vyhledávání s přístroji s jednou anténou a čistě analogově šířeným signálem bylo poměrně náročné, neboť jediným způsobem indikace byla hlasitost pípání, vyhledávač neměl žádný ukazatel směru ani vzdálenosti. Po zavedení celosvětového standardu ve vysílání se tak upřela pozornost na uživatelské usnadnění vyhledávání. V roce 1997 vyrobila firma BCA první vyhledávač Tracker s mikroprocesorem a přenosem digitalizované formy signálu. To umožnilo zahrnout informace o směru k zasypanému a vzdálenosti k němu. K přesnějšímu určení směru a vzdálenosti byly u pozdějších modelů různých výrobců přidávány další antény. V roce 1998 model Barryvox od firmy Mammut zavedl druhou anténu, v roce 2003 model DSP od firmy Pieps anténu třetí. V současnosti (2019) jsou zpravidla používány tříanténové vyhledávače zpracovávající digitalizovaný signál, analogový signál se vedle digitalizovaného jako doplněk používá pouze u high-end modelů k odlišení dvou vyhledávačů položených velmi blízko u sebe, kde může signál interferovat.
Dále byla u vyhledávačů vyvinuta funkce skenování, pomocí které lze identifikovat nejen počet zasypaných, ale také okruh, v jakém se nacházejí, a funkce "MARK", umožňující přehlížení signálu z již lokalizovaného vyhledávače.